# Scintigrafie
Scintigrafie (z latinského scintilla, „jiskra“) je diagnostická metoda používaná v nukleární medicíně. Je založena na snímání záření emitovaného vnitřně podanými radionuklidy (zde nazývanými radiofarmaka). Záření se snímá gamakamerami do podoby dvojrozměrných obrazů. Scintigrafie se liší od "jedno-fotonové emisní výpočetní tomografie" (SPECT) a "pozitronové emisní tomografie" (PET) tím, že tyto metody produkují trojrozměrný obraz, byť se i v jejich případě používají gamakamery. Od rentgenových metod se zase liší původem záření (scintigrafie používá záření emitované z těla, kdežto RTG metody využívají "vypnutelné" vnější zdroje záření).

## Stavba a princip scintilačního detektoru

Princip scintilačního detektoru

Scintilační detektor se skládá ze luminiscenčního scintilačního krystalu (většinou thalliem aktivovaný jodid sodný NaI(Tl)), schopného zachytit ionizující záření ve formě γ nebo rentgenového paprsku. Pohlcením záření se excitují elektrony krystalu a při jejich následné deexcitaci emitují fotony viditelného světla.
Tyto velice slabé záblesky světla jsou vhodnými světlovodiči převedeny do fotonásobiče.
Úloha fotonásobiče je znásobit a transformovat paprsky viditelného světla na elektrický impuls, sestávající z velkého množství elektronů. Děje se tak při dopadu světelných záblesků z krystalu na fotokatodu (tenká vrstva materiálu, jenž mění fotony v určitém spektru na elektrony). Z fotokatody se tak po dopadu fotonu uvolní velmi malé množství elektronů, které interagují s dynodami (elektrodami), jejichž povrchová úprava umožňuje násobení impulsu. Uvolňuje se tak stále více elektronů (ke konci řádově 106–107), které jako salva dopadají na anodu fotonásobiče. Vytvoří tak měřitelný elektrický impuls, který se zpracovává v zesilovací soustavě. 
Mezi fotokatodu a anodu je přivedeno vysoké napětí o velikosti asi 1000 V. Prostředí fotonásobiče je udržováno ve vakuu.

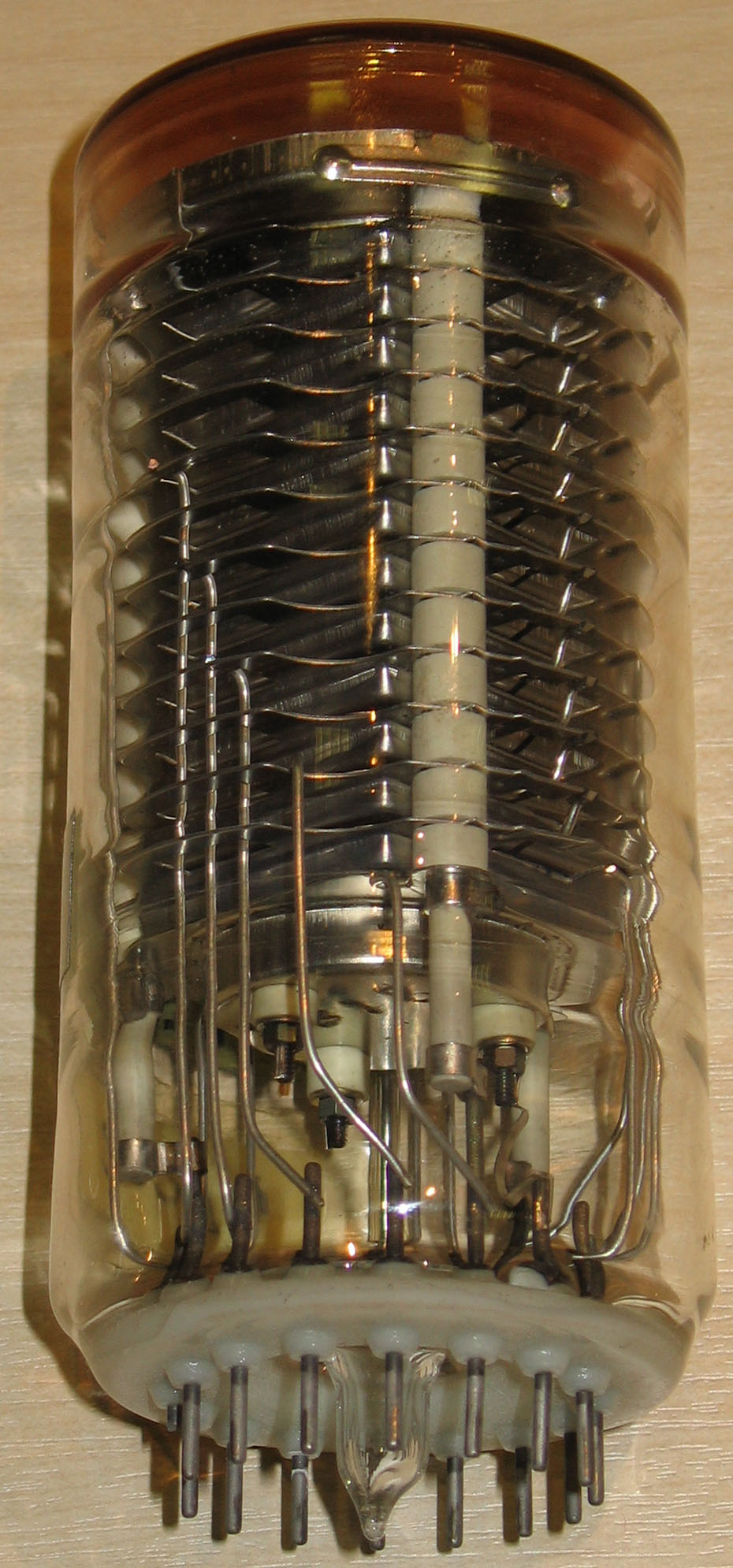
Fotonásobič

Zesilovací soustava se skládá z předzesilovače. V předzesilovači se amplituda elektrických impulzů upravuje přímo úměrně ve vztahu k počtu světelných fotonů dopadajících na fotokatodu. Zároveň je i počet světelných fotonů z krystalu úměrný energii fotonů na krystal dopadajících.
V zesilovači se signál impulsu z předzesilovače zvyšuje a propouští se do analyzátoru impulsů. Analyzátor impulsy třídí v závislosti na amplitudě. Rozlišuje se analyzátor:
- Jednokanálový amplitudový – užívá horního a dolního diskriminátoru (tvoří hranici), amplitudy leží mezi těmito hranicemi. Velikost těchto dvou hranic se nazývá kanálem a je dána v eV. Zaznamenává se počet impulsů v jednom kanálu, poté se jeho hranice posouvají a vzniká tak postupně amplitudové spektrum.
- Vícekanálový amplitudový – mnoho jednotlivých analyzátorů zapojených paralelně, umožňuje tak mnohem rychleji získat amplitudové spektrum.

Impulsy jsou propouštěny do koncové jednotky, kterou může být čítač, integrátor nebo paměťová jednotka.

## Užití scintilačního detektoru
Scintilační detektor se využívá v mnoha diagnostických oborech, zejména v nukleární medicíně. Lze zde využít jako měřič radioaktivity látek, zejména tedy radiofarmak nebo aktivity biologických materiálů (např. v těle pacienta). Stanovení aktivity se používá jako běžný postup před dalším zpracováním radiofarmak (tj. ředěním, aplikací) a je proto zásadní v oboru nukleární medicíny. Používají se:
- automatické měřiče aktivity – založené na principu ionizační komůrky nebo scintilátoru, aktivita se měří nejčastěji v roztoku
- scintilační studnové detektory – odstíněné měřiče aktivity malých objemů radiofarmak založené na scintilačním detektoru

V moderní době se používají celotělové detekční systémy, které měří aktivitu látek v těle pacienta bez ohledu na distribuci v organismu. Lze tak velmi výhodně měřit například kontaminace osob, sledovat vyšetřovaný orgán označený radioaktivní látkou, nebo provádět různé metabolické studie. K těmto měřením se výhradně užívá γ záření.

### Scintigrafické zobrazovací systémy
Dělíme je na:
- Planární zobrazovací systémy jsou založené na detekci záření a jeho převedení do dvojrozměrných obrazů. Těmto detektorům se také říká gamakamery. Jedná se o systém složitějších zobrazovacích zařízení. S úspěchem se gamakamery používají i pro detekci rychlých dynamických dějů radiofarmak, bolusových technik nebo celotělových scintigramů.
- Tomografické zobrazovací systémy umožňují sledovat i třetí rozměr obrazu na tomografických řezech. Jedná se o emisní počítačové tomografy (ECT) , u kterých je záření emitováno z pacienta. Podle použitého radiofarmaka se užívá SPECT (zde běžně používané 99mTc) a PET (β+ zářiče).